# Strażnica KOP „Radoszkowice”

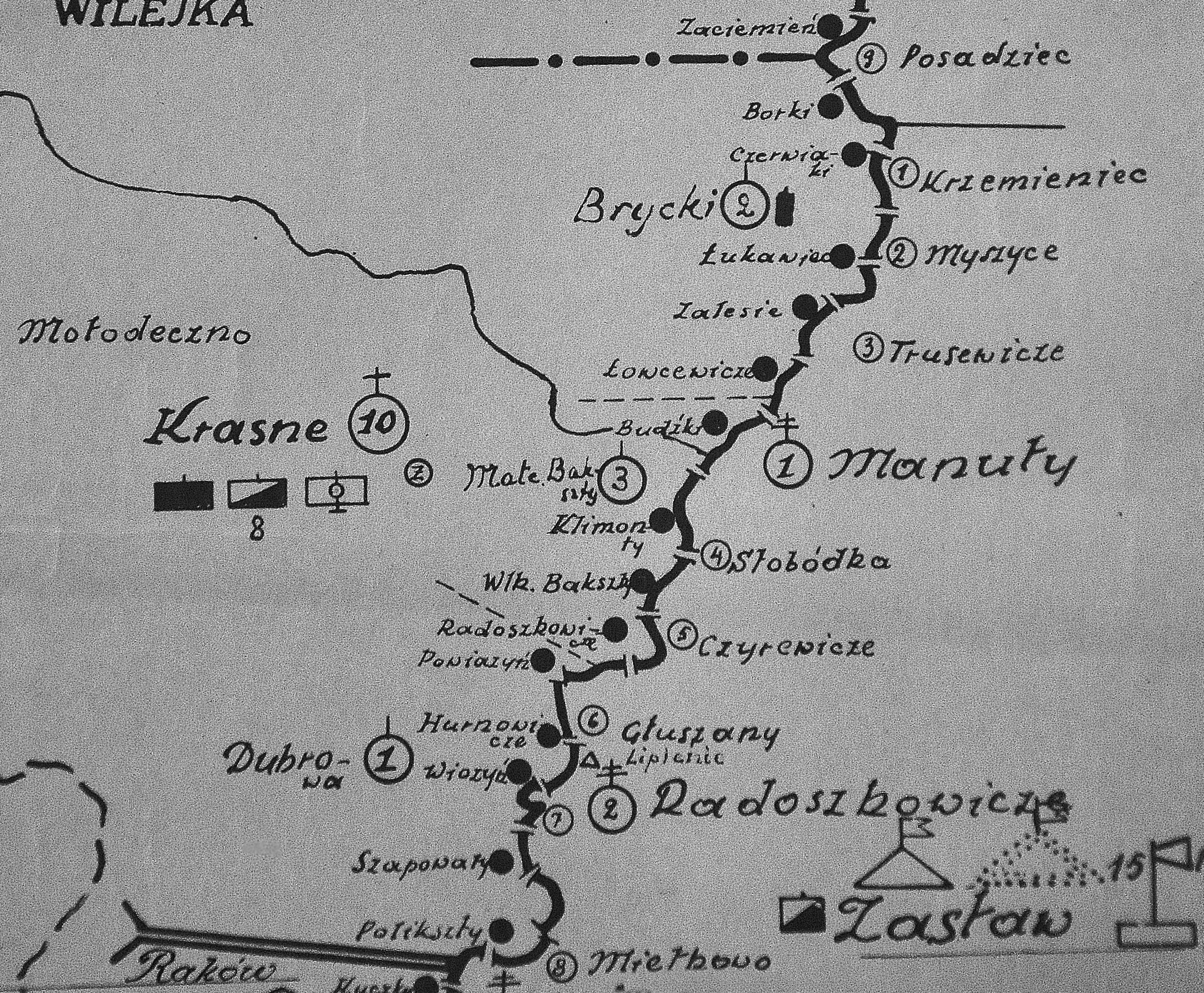
Rozmieszczenie batalionu KOP „Krasne” w 1931

Strażnica KOP „Radoszkowice” – zasadnicza jednostka organizacyjna Korpusu Ochrony Pogranicza pełniąca służbę ochronną na granicy polsko-sowieckiej.

## Formowanie i zmiany organizacyjne
W 1924, w składzie 3 Brygady Ochrony Pogranicza, został sformowany 10 batalion graniczny. W 1928 w skład batalionu wchodziło 17 strażnic. Strażnica KOP „Radoszkowice” w latach 1928 – 1939 znajdowała się w strukturze 3 kompanii KOP „Bakszty Małe”  batalionu KOP „Krasne”. Strażnica liczyła około 18 żołnierzy i rozmieszczona była przy linii granicznej z zadaniem bezpośredniej ochrony granicy państwowej.
W 1932 obsada strażnicy zakwaterowana była w budynku prywatnym. Strażnicę z macierzystą kompanią łączyła droga polna długości 0,5 km i trakt długości 7,6 km.

## Służba graniczna
Podstawową jednostką taktyczną Korpusu Ochrony Pogranicza przeznaczoną do pełnienia służby ochronnej był batalion graniczny. Odcinek batalionu dzielił się na pododcinki kompanii, a te z kolei na pododcinki strażnic, które były „zasadniczymi jednostkami pełniącymi służbę ochronną”, w sile półplutonu. Służba ochronna pełniona była systemem zmiennym, polegającym na stałym patrolowaniu strefy nadgranicznej, wystawianiu posterunków alarmowych, obserwacyjnych i kontrolnych stałych, patrolowaniu i organizowaniu zasadzek w miejscach rozpoznanych jako niebezpieczne, kontrolowaniu dokumentów i zatrzymywaniu osób podejrzanych, a także utrzymywaniu ścisłej łączności między oddziałami i władzami administracyjnymi. Strażnice KOP stanowiły pierwszy rzut ugrupowania kordonowego Korpusu Ochrony Pogranicza.
Strażnica KOP „Radoszkowice” w 1932 ochraniała pododcinek granicy państwowej szerokości 9 kilometrów 885 metrów od słupa granicznego nr 560 do 577, a w 1938 pododcinek szerokości 13 kilometrów 750 metrów od słupa granicznego nr 551 do 578.
Wydarzenia:
- W meldunku sytuacyjnym z 23 stycznia 1925 napisano: 21 stycznia 1925 nieznani sprawcy ze słupa nr 570 zdarli godło państwowe[12].
- W meldunku sytuacyjnym z 28 stycznia 1925 napisano: 27 stycznia 1925 dowódca strażnicy zatrzymał towar firmy „Wschód” sp. Rynkiewicz i Jankowski, ponieważ różnica pomiędzy oceną faktyczną podaną sowieckim kupcom, a zadeklarowaną do Urzędu Celnego wynosi 25.000 zł. Towar został złożony na posterunku policji w Radoszkowicach pod osłoną własnego posterunku. Dochodzenie w toku[13].

Sąsiednie strażnice:
- strażnica KOP „Bakszty Wielkie” ⇔ strażnica KOP „Powiazyń” - 1928[2], 1929[3], 1931[4] , 1932[5], 1934[6]
- strażnica KOP „Bakszty Małe” ⇔ strażnica KOP „Powiazyń” - 1938[7]